# 埃尔维奥·班凯罗
埃尔维奥·班凯罗（義大利語：Elvio Banchero，1904年4月28日—1982年1月21日），意大利男子足球运动员。他曾代表意大利国家队参加1928年夏季奥林匹克运动会足球比赛，获得一枚铜牌。